# Młynówka (dopływ Koszarawy)
Mułynówka – struga będąca prawobrzeżną odnogą głównego koryta rzeki Koszarawy w Żywcu. Oddziela się od niej przed mostem drogi wojewódzkiej 945 na wysokości 369–373 m i płynie w kierunku północno-zachodnim, następnie południowo-zachodnim wzdłuż ul. Klonowej i uchodzi do Koszarawy na wysokości 349–351 m. Jest na całej swojej długości uregulowana hydrotechnicznie.
Na Młynówce jest jaz i turbina wodna. Odcinek ten był własnością Fabryki Papieru „Solali”. Fabryka została zamknięta, a zakład wydzierżawił jaz wraz z turbiną osobie prywatnej. Młynówką nikt się zajmował, wskutek czego w 2018 r. w rejonie os. Kochanowskiego wylała zalewając piwnice okolicznych domów.